# The Black Page
The Black Page est un morceau de musique de Frank Zappa réputé comme étant extrêmement difficile à jouer. Il a à l'origine été créé uniquement pour la batterie, et pour l'interprétation du batteur Terry Bozzio, mais Frank Zappa a ensuite ajouté une mélodie. 
Sur l'album live Zappa in New York  enregistré en décembre 1976 et sorti deux ans plus tard, la chanson est présentée en trois versions : le solo de batterie de Bozzio, la chanson avec tout le groupe appelée The Black Page Part 1, puis une autre version qu'il annonce simplifiée et qu'il nomme The Easy New York Teenage Version.  Elle réapparaîtra sur d'autres albums en public de Zappa, et notamment lors de sa dernière tournée en 1988, dans une version dite New-Age Version avec section de cuivres, sur l'album Make a Jazz Noise Here, ralentie puis accélérée. 

## Genèse
Terry Bozzio a rapporté dans une interview que Frank Zappa a écrit la pièce après avoir parlé aux musiciens en studio de l'orchestre symphonique Abnuceals Emuukha Electric Symphony Orchestra (en). Zappa parlait de la création et du fait de devoir venir à une session d'enregistrement le matin, et de se retrouver avec une page de partition pleine de notes et à y être confronté. Vient la réalisation : après que son batteur ait maîtrisé la pièce au bout de deux semaines de pratique, Zappa écrit les progressions de mélodie et d'accords 
Sur l'album live Zappa in New York (1978) où The Black Page est présentée pour la première fois, Zappa évoque la « densité statistique » de la pièce. On entend tout d'abord la partie uniquement "percussions" du titre interprétée par Terry Bozzio accompagné par Ruth Underwood, qui enchaîne sur une version jouée par le groupe augmentée de la mélodie, c'est The Black Page solo / The Black Page part. 1.  Sur le disque, lorsqu'il présente la version "Partie 2" de sa chanson, il explique au public : « Cette chanson a à l'origine été construite comme un solo de batterie. Après que Terry ait appris à jouer The Black Page sur son kit de batterie, je me suis dit que ce serait pas mal pour d'autres instruments, j'ai donc écrit une mélodie qui irait avec le solo de batterie. C'est devenu The Black Page, partie 1, version dure. Puis je me suis dit : qu'en est-il des autres gens dans le monde, qui pourraient aimer la mélodie de la chanson mais n'arriveraient pas à approcher sa densité statistique dans sa forme basique ? donc, je me suis remis au travail pour vous, et voici : The Black Page partie 2, version facile new yorkaise pour adolescents ».  La chanson est jouée sur un tempo en 4/4 avec un usage excessif de notes et de silences : (triplets, quintuplets, septoles, etc...) , y compris les triplets imbriqués. La composition originale culmine dans les dernières mesures en unodécimales, soit onze notes jouées sur un temps. Dans les versions ultérieures, Zappa reprend les notes de la mélodie et les regroupe rythmiquement. La pièce est apparue sur huit albums différents de Zappa.

## Sources
- (de) Cet article est partiellement ou en totalité issu de l’article de Wikipédia en allemand intitulé « The Black Page » (voir la liste des auteurs).

- (en) Cet article est partiellement ou en totalité issu de l’article de Wikipédia en anglais intitulé « The Black Page » (voir la liste des auteurs).